# Ben Mohr
Bernhard (Ben) Mohr (Hilversum, 29 maart 1910 – aldaar, 16 september 1984) was een Nederlands illustrator, reclameontwerper en boekbandontwerper. Mohr ontwierp vanaf de jaren dertig van de 20e eeuw omslagen en boekbanden voor een groot aantal uitgeverijen, waaronder G.A. van Oorschot A.W. Sijthoff, A.W. Bruna & Zoon, Elsevier en H.P. Leopold. In het midden van de jaren dertig vestigde hij zijn eigen reclamebureau in Amsterdam. Onder diverse namen heeft hij dat bureau gedreven tot het begin van de jaren vijftig. Daarna trad hij in dienst van het eveneens in Amsterdam gevestigde reclame-bureau Van Alfen, waaraan hij tot zijn pensioen in 1975 verbonden bleef.

## Levensloop
Bernard Mohr was het zesde kind (van zeven) van Georg H. Mohr (1870-1928) en Maria C.  Dunlop (1875-1928). Hij trouwde in 1934 met Helena J. Heijbroek (1914-1994), met wie hij drie kinderen kreeg. 
Kort na zijn eindexamen HBS vertrok Ben Mohr naar het buitenland teneinde talen in de praktijk te kunnen oefenen. Eerst een half jaar naar Engeland, daarna een even lange periode in Frankrijk. Na terugkeer van zijn verblijf in Frankrijk in Nederland volgde hij privé tekenlessen in Laren. 
Medio jaren dertig begon Mohr een tweemansbedrijf  gericht op grafisch ontwerp en reclame, met een jeugdvriend, Carel Vorstelman. Naar blijkt uit briefpapier van 1935 doet het bedrijf in "affiches, showcards, verpakkingen, vignetten, boekomslagen, folders en advertenties". De firma zou in de loop van de jaren verschillende namen dragen (Studio Mohr, Mohr Adviesbureau voor de reclame, en ten slotte simpelweg "Mohr") en gevestigd zijn op diverse adressen in Amsterdam. Vorstelman schreef een aantal populaire boeken, onder andere een door Mohr vormgegeven en geïllustreerd hengelsportboek (Waar kan ik visschen?, 1941). 
Mohr en Vorstelman waren in de oorlogsjaren directeur, respectievelijk boekhouder van de firma Meerkotter, die als hoofddoelstelling reclame-activiteiten voerde, maar ook op andere terreinen actief was. Uit kleine advertenties in kranten blijkt bijvoorbeeld bemiddeling bij verkoop van woonhuizen en personeelswerving. Eind jaren veertig raakten Mohr en Vorstelman gebrouilleerd, en eindigden de gezamenlijke zakelijke activiteiten. 
In 1952 trad Mohr, aanvankelijk als tweede man, in dienst van het Amsterdamse reclamebureau Van Alfen. Daaraan zou hij, later als medefirmant, tot zijn pensioen in 1975 verbonden blijven. Het reclamebureau, bekend als bedenker van Tielse Flipje, was gevestigd aan de Herengracht 615, en bestond al veel langer. Mohr is hoogstwaarschijnlijk met Van Alfen in aanraking gekomen omdat hij in de jaren daarvoor, tussen 1947 en 1951, een aantal boekomslagen ontwierp voor uitgever Geert van Oorschot, wiens kantoor zich naast dat van Van Alfen bevond, op Herengracht 613.
Voor Van Alfen zou Mohr in de jaren vijftig en zestig grote campagnes leiden, onder andere voor Nutricia. Uit 1974 dateert een satirische roman van eigen hand, Vlaamse vlooien, of de bliksemcarrière van Sebastiaan V. Paardemenner dr. ec., uitgegeven door Ad. Donker te Rotterdam.
Na zijn pensionering in 1975 bleef Ben Mohr actief als graficus. Voor Van Alfen maakte hij nog een nieuwjaarsgeschenk, een Miniclopaedie, geheel gevormd naar en de draak stekend met het bombastische reclamejargon. Hij overleed in 1984 in zijn geboorteplaats Hilversum.

## Werk als graficus
Over het grafisch werk van Ben Mohr zijn de gegevens schaars. Er is weinig over gepubliceerd. Verzamelaars van zijn werk hebben intussen wel enkele honderden titels gedocumenteerd waarop hij zijn stempel heeft gedrukt (hij kreeg gelegenheid bijna al zijn werk te signeren, met de karakteristieke getekende vier letters van zijn achternaam, in onderkast). Mohr heeft voor veel uitgeverijen boekomslagen getekend, en ook boekbanden en typografie verzorgd. 
Het oudst bekende werk dateert uit 1933. In dat jaar maakte hij voor gerenommeerde uitgeverijen als Elsevier en Querido in elk geval een zestal omslagen. Zijn laatste werk dateert uit het midden van de jaren vijftig waarin hij onder meer voor uitgeverij Becht omslagen ontwierp, maar ook nog voor Querido, Callenbach en Van Holkema en Warendorf. Vanaf zijn  eerste werk voor Querido kreeg hij veelvuldig gelegenheid om de vormgeving van boeken van veelgelezen auteurs (bijvoorbeeld van A.M. de Jong, A. den Doolaard of Gerda van Nes-Uilkens) te bepalen. Uit de jaren vijftig dateren bijvoorbeeld nog werken van Amy Groskamp-ten Haves "Hoe hoort het eigenlijk" en de in die jaren in grote oplagen gemaakte reeksen, als de Atlas-reeks en de pocketboeken van De Driehoek. Het geheel aan publicaties overziend, moeten veel Nederlanders boeken in handen hebben gehad die door hem werden vormgegeven. Onafhankelijk van deze populaire kant van zijn werk, werd Mohrs werk ook geplaatst naast dat van typografische grootheden als Jan van Krimpen (bijvoorbeeld in de zogenoemde Dwergenreeks van uitgeverij Van Holkema en Warendorf) en Fré Cohen (die mede de vormgeving van het fonds van uitgeverij Querido in de jaren dertig heeft bepaald) of Henri Friedlaender (in bijvoorbeeld enkele Exil-uitgaven, als dat van Klaus Manns Vergittertes Fenster).
Juist de vroege ontwerpen tonen veel van de kenmerken die Mohrs omslagen doorgaans hadden: grote vlakken in heldere kleuren en vaak overheersend aanwezige menselijke figuren met een stevige belettering. Zijn boekomslagen zijn wel aangeduid als "mini-affiches". 